# Coptocephala crassipes
Coptocephala crassipes es un coleóptero de la familia Chrysomelidae.
Fue descrita científicamente en 1876 por Lefèvre.